# 다니 가르시아 라라
다니엘 "다니" 가르시아 라라(스페인어: Daniel "Dani" García Lara, 1974년 12월 22일, 카탈루냐 주 세르다뇰라 ~)는 스페인의 전직 프로 축구 선수로, 현역 시절 스트라이커로 활약했다.
프로에서 활약하던 시절, 그는 자국의 5개 구단에서 뛰었고, 그리스와 터키에 잠깐씩 머무르기도 했다. 그는 레알 마드리드와 바르셀로나를 모두 거쳤고, 12시즌 동안 라 리가의 208번의 경기에 출전해 40골을 기록했다.

## 클럽 경력
가르시아는 카탈루냐 주 바르셀로나 도 세르다뇰라 델 발례스 출신으로, 레알 마드리드의 유소년부를 졸업했다. 그는 1994년 2월 5일, 2-0으로 이긴 데포르티보와의 경기에서 1군 신고식을 치렀다. 그는 1994-95 시즌에도 2군 신분으로 차출되어 한 경기 더 뛰었다.
가르시아는 이후 2년 동안 사라고사에 임대되어 자주 출전했지만, 산티아고 베르나베우로 복귀하기 전까지 그다지 많은 득점을 기록하지 못했다. 1997-98 시즌에 불과 8경기 출전에 그친 그는 같은 라 리가 구단 마요르카로 이적했고, 1998-99 시즌에 발레아레스 제도 연고 구단의 최다 득점자로 이름을 올렸는데, 마요르카는 사상 첫 챔피언스리그 진출권을 손에 넣었다. 그는 1999년에 컵위너스컵 결승전 진출에도 일조했고, 라치오와의 결승전에서도 1-1 동점골을 넣었지만 1-2 패배를 막기에는 역부족이었다.
얼마 후, 가르시아는 바르셀로나에 입단해 1년차에 주전을 확보하지 않고도 라 리가 무대 11골(선수단 내 득점 3위)을 기록했으나, 부상과 기량 저하의 악재로 2001년부터 2003년까지는 9경기 출전에 그쳤다. 2000년 4월 18일, 그는 캄 노우에서 벌어진 첼시와의 챔피언스리그 8강전에서 경기 7분을 남겨놓고 3-4로 끌려가는 와중에 극적인 동점골을 성공해 경기를 연장전으로 끌고 갔고, 바르셀로나는 2골을 추가해 준결승전에 올라섰다.
2003-04 시즌 초 몇 달을 부상으로 미등록 선수 신분으로 보내며 개인 훈련을 이어오던 가르시아는 2004년 1월에 사라고사로 이적했고, 아라곤 연고 구단이 강등권을 벗어나고, 그 시즌 코파 델 레이를 우승하도록 도왔는데, 바르셀로나에서 벌어진 친정 레알 마드리드와의 결승전에서 연장전에 결승골의 주인공이 되었다. 그는 라 로마레다에 복귀해 반 년을 보내면서 다비드 비야와 호흡을 맞추었다.
에스파뇰에서 1년을 보낸 가르시아는 그리스로 건너가 올림피아코스로 이적해 바르사의 전 동료 히바우두와 재회했고, 이후 터키의 데니즐리스포르로 이적했다. 2007년 7월, 그는 가족과 정착하기 위해 마드리드로 복귀해 테르세라 디비시온의 아마추어 구단 라요 마하다온다에서 몇 달을 뛰었다. 그는 몇 경기 더 출전하고 은퇴하였고, 레알 마드리드에 실내축구단 일원으로 재합류했다.

## 국가대표팀
가르시아는 1998년 11월 18일에 살레르노에서 열린 이탈리아전에서 스페인 국가대표팀 첫 경기를 치렀고, 결과는 2-2였다. 앞서 그는 미국 조지아 주 애틀랜타에서 열린 1996년 하계 올림픽에서 자국을 대표로 참가하기도 했다.
그 전에, 그는 1991년에 U-17 국가대표팀 일원으로 유럽 선수권 대회(당시 U-16 대회) 우승을 거들었고, 이어서 열린 월드컵에서도 준우승에 일조했다.

### 국가대표팀 득점 기록
아래의 점수에서 왼쪽의 점수가 스페인의 점수이며, 점수 열은 가르시아가 득점한 상황의 득점을 나타낸다.
| # | 날짜           | 경기장                    | 상대       | 점수 | 최종결과 | 대회     |
| - | -------------- | ------------------------- | ---------- | ---- | -------- | -------- |
| 1 | 1999년 5월 5일 | 스페인 세비야 라 카르투하 | 크로아티아 | 3–1  | 3–1      | 친선경기 |

## 수상
레알 마드리드
- 라 리가: 1994–95
- 수페르코파 데 에스파냐: 1997
- 챔피언스리그: 1997–98

마요르카
- 수페르코파 데 에스파냐: 1998
- 컵위너스컵 준우승: 1998–99

바르셀로나
- 수페르코파 데 에스파냐 준우승: 1999

사라고사
- 코파 델 레이: 2003–04

올림피아코스
- 수페르리가 엘라다: 2005–06
- 쿠펠로 엘라도스: 2005–06

스페인 U-16
- 유럽 U-16 축구 선수권 대회: 1991

스페인 U-17
- U-17 월드컵 준우승: 1991